# Buleuterio de Delos
El Buleuterio de Delos (en griego antiguo: Βουλευτήριον) era un antiguo buleuterio o lugar de reunión del consejo en la isla de Delos, en Grecia. Sus ruinas forman parte del yacimiento arqueológico de Delos, declarado Patrimonio de la Humanidad por la Unesco. Más concretamente, el yacimiento forma parte del santuario de Apolo y Artemisa de Delos.
El edificio, que suele considerarse un buleuterio, fue construido en la época arcaica en torno a 600-550 a. C. Estaba situado en el lado occidental del santuario de Delos, entre el Templo de Apolo de Delos y el Monumento de los Toros e inmediatamente al norte del Pritaneo. La interpretación del edificio como buleuterio es, sin embargo, algo incierta, por lo que también se lo conoce como Edificio D.
El edificio era rectangular y estaba dividido en dos salas. La sala sur era más grande y una fila de columnas la dividía en dos espacios. Había dos puertas en el lado oeste de la sala y una puerta en el lado este. La sala tenía acceso a otra más pequeña en el lado norte.